# تيري مولدر
تيري مولدر (بالإنجليزية: Terry Mulder)‏ هو سياسي أسترالي، ولد في 16 أغسطس 1952 في كولاك في أستراليا. حزبياً، نشط في الحزب الليبرالي الأسترالي. وقد انتخب عضو الجمعية التشريعية فيكتوريا.